# Carrer de l'Església (Sant Llorenç de Montgai)
Carrer de l'Església és un carrer a Sant Llorenç de Montgai, al municipi de Camarasa (Noguera) inclòs a l'Inventari del Patrimoni Arquitectònic de Catalunya.

## Descripció
Es tracta d'un carrer estret de 4-5 m d'amplada, al qual s'accedeix per un gran portal de mig punt de dovelles regulars de pedra polida. Aquest arc sustenta un casal de dues plantes i golfa, que tapa la sortida visual del carrer. És vorejat d'habitatges entre mitgeres de planta baixa i dos pisos d'alçada. Pavimentació de formigó i dues ridícules voreres que fan més nosa que servei són un exemple de com un carrer sempre típic esdevé urbanització moderna allà on s'hi escau.
Hi ha diverses balconades i dovelles de pedra. Les cobertes són de teula a doble vessant.

## Història
Inscripcions a les llindes:
-Casa Miranda 1631
- Ayñ 1855